# 柏林站 (重庆)
柏林站是一个成渝线上的铁路车站，位于重庆市永川区何埂镇石笋山村，建于1952年，目前为四等站，邮政编码为402184。目前客运办理旅客乘降，每日有一对来往内江和重庆的慢车停靠：由于本站跟德国柏林重名，加上车站周围是石笋山景区，有不少旅客在该站乘降，不办理货运业务。该站距成都站362公里，距重庆站142公里。